# مورييل ماكوين فيرجسون
مورييل ماكوين فيرجسون (بالإنجليزية: Muriel McQueen Fergusson)‏‏ (26 مايو 1899 - 11 أبريل 1997 ) محامية، وسياسية من كندا.

## التعليم
تعلمت مورييل ماكوين فيرجسون في:
- جامعة ماونت اليسون

## الجوائز
حصلت مورييل ماكوين فيرجسون على الجوائز الآتية:
- ضابط وسام كندا